# Picumnus dorbignyanus
Picumnus dorbignyanus е вид птица от семейство Picidae.

## Разпространение
Видът е разпространен в Аржентина, Боливия и Перу.